# 世纪飞虱属
世纪飞虱属（学名：Shijidelphax）为稻虱科的一个属。

## 下属物种
本属包括以下物种：
- 白胸世纪飞虱 Shijidelphax albithoracalis Ding, 2006